# Monte Bolognola
Monte Bolognola è l'unica frazione di Villanterio in provincia di Pavia: si trova a nord ovest del centro abitato, verso Valera Fratta in provincia di Lodi.

## Storia
Monte Bolognola (noto dapprima solo come Monte, CC F444) appartenne nei XIV secolo ai Beccaria di Pavia, un ramo dei quali trasse nome dalla località. Essa fece parte del Vicariato di Belgioioso, infeudato a un ramo degli Estensi, e nel 1730 il feudo passò ai Salerno-Opizzoni di Pavia. Nel XVIII secolo a Monte fu aggregato il comune di Bolognola e il comune assunse l'attuale denominazione. Nel 1872 esso fu unito a Villanterio.

## Società

### Evoluzione demografica
- 125 nel 1751
- 261 nel 1805
- 236 nel 1861[2]